# Тобіас Ексель
Тобіас "Еггі" Ексель (народився 27 лютого 1973 року) бас-гітарист німецького павер-метал гурту Edguy. Тобіас був запрошений у Edguy у 1998 році, коли вокаліст Тобіас Саммет, який також грав і на бас-гітарі з початку заснування гурту у 1992 році, і учасники гурту вирішили, що їм потрібен хтось, хто повністю сфокусується на грі на інструменті.
Раніше Тобіас грав на гітарі і бас-гітарі в гурті Squealer, а також продовжував це робити в своєму сайд-проекті Taraxacum, з 2000 до 2005 років. Після закриття Taraxacum Тобіас сформував новий гурт Everleaf. З 1988 по 1993 роки Тобіас грав в Galen .
Під час фестивалю Wacken Open Air 7 серпня 2010 року, Тобіас ненадовго покинув сцену, щоб вирішити справи пов'язані з його новою сім'єю. 13 серпня 2010 року подруга Тобіаса народила сина Джуліана. Маркус Гросскопф, з гурту Helloween, замінив Тобіаса до його повернення.